# 피씨엘 (기업)
피씨엘(PCL Inc.)는 대한민국의 체외진단 기업이다. 본사는 서울특별시 금천구 디지털로9길 99, 701호(가산동, 스타밸리)에 위치해 있으며 대표이사는 김소연이다. 2023년 360억원 규모의 유상증자를 실시하였다

## 투자
글로벌 사모 대체투자그룹 GEM이 피씨엘 주식 400만 주를 취득했다

## 상장
2017년 2월 23일에 공모가 8,000원에 코스닥 시장에 상장하였다. 

## 참고 문헌
1. ↑  피씨엘, AI 기반 의료기기 ’PCLOK II PREP UNIVERSAL’ 美 FDA 승인, 팜뉴스, 2023년 11월 30일
2. ↑  강인효, 피씨엘, 360억 대규모 유상증자…"신제품 개발·신규 사업 추진", 히트뉴스, 2023년 5월 31일
3. ↑  피씨엘 주가 장중 상한가, 글로벌 대체투자그룹 GEM의 지분 취득 소식에, 비즈니스포스트, 2023년 11월 16일